# PartitionMagic Recoverable Partition
Une partition de type PartitionMagic Recoverable Partition (PqRP, identifiant 0x3C) est créée par le logiciel Partition Magic lorsque celui-ci est arrêté brutalement alors qu'il opérait sur une partition d'un disque dur (redimensionnement, déplacement, conversion...). Cette partition contient les données qui étaient en cours de modification par le logiciel mais qui ne sont pas accessible directement sans en modifier la nature. Dans la plupart des cas cette partition peut retrouver son type d'origine, néanmoins dans un nombre réduit d'éventualités, il se peut que la partition ne soit pas du tout récupérable et il faudra dans ce cas la supprimer.